# Renaud (Sacchini)
Pour les articles homonymes, voir Renaud (homonymie).
Renaud est un opéra d'Antonio Sacchini, créé pour la première fois le 28 février 1783 par l' Académie royale de musique au Théâtre de la Porte-Saint-Martin à Paris. Il prend la forme d'une tragédie lyrique en trois actes. Le livret français, de Jean-Joseph Lebœuf, est basé sur les Cantos XVII et XX du poème épique de Torquato Tasso, La Jérusalem délivrée, et, plus directement, sur la tragédie en cinq actes de Simon-Joseph Pellegrin , Renaud, ou La suite d'Armide , mise en musique par Henry Desmarest en 1722 et destinée, comme son nom l'indique, à faire suite au célèbre opéra Armide de Lully . Selon Théodore Lajarte, Lebœuf était aidé par Nicolas-Étienne Framery , le traducteur régulier des livrets de Sacchini.

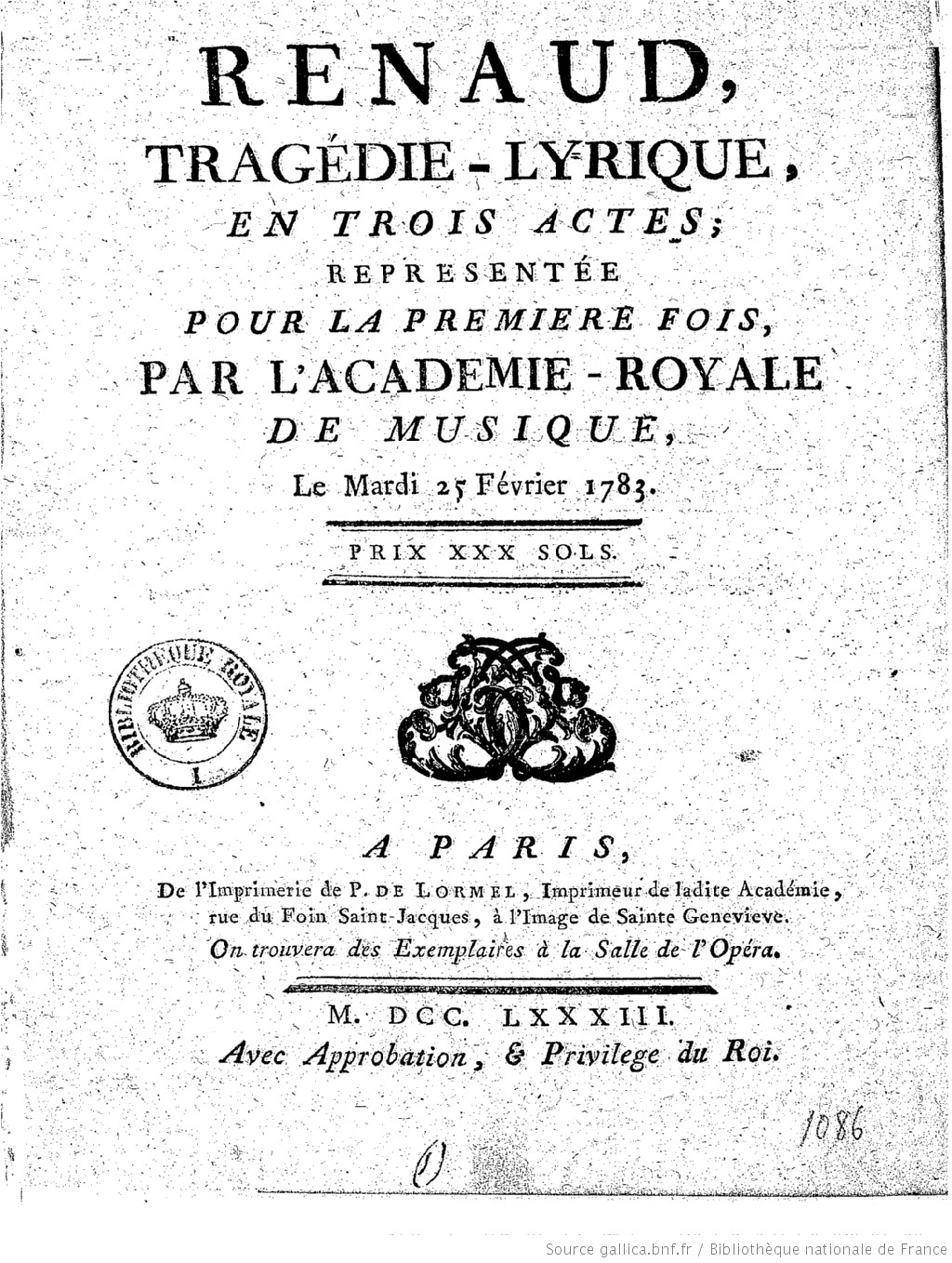
Frontispice du livret original

## Historique des performances
La première eut lieu le 28 février 1783 à l'Académie Royale de Musique (Salle du Théâtre de la Porte-Saint-Martin) à Paris, avec la reine Marie-Antoinette , patronne de Sacchini, parmi le public.  La chorégraphie était de Maximilien Gardel et la distribution contenait certaines des stars de l'Académie, dont la haute-contre Joseph Legros et la soprano Rosalie Levasseur dans le rôle de Renaud et Armide. Ce seraient là les derniers rôles qu'ils joueraient avant leur retraite de la scène.
Renaud a marqué les débuts de Sacchini à l'Académie Royale. Son ami Framery, grand admirateur de la musique italienne, l'avait persuadé de déménager de Londres à Paris. Sacchini avait également accumulé beaucoup de dettes à Londres qui lui rendaient la vie difficile là-bas. Ce n'était pas la première fois que Sacchini écrivait un opéra sur une histoire tirée du Tasso: il avait mis en musique le livret Armida de Jacopo Durandi à Milan en 1772 et avait retravaillé l'opéra, sous le nouveau titre Rinaldo , pour Londres en 1780. Mais le les événements de ces opéras ne servent que de fond à l'action de Renaud.
L'opéra a été un succès, « grâce surtout à la partition de Sacchini, qui contient de superbes passages »  et a été joué 51 fois au cours des deux années suivantes. Il a été joué encore 76 fois entre 1789 et 1795 et a finalement connu un bref renouveau en 1815. L'opéra a eu 130 représentations au total avant de quitter le répertoire pour de bon .

## Rôles
| Rôle | Type de voix           | Première distribution, 28 février 1783      |
| --- | ---------------------- | ------------------------------------------- |
| Renaud, un grand croisé, amoureux d'Armide | haute-contre           | Joseph Legros                               |
| Armide, princesse de Damas, amoureuse de Renaud | soprano                | Rosalie Levasseur                           |
| Hidraot, roi de Damas et père d'Armide | baryton                | François Lays                               |
| Adraste, roi de l'Inde, amoureux d'Armide | basse-taille           | Auguste-Athanase (Augustin) Chéron          |
| Tissapherne, souverain de Cilicie, amoureuse d'Armide | basse-taille           | M Moreau                                    |
| Chevaliers sarrasins | haute-contre et taille | Étienne Lainez et Jean-Joseph Rousseau (it) |
| Mélisse, confidente d'Armide | soprano                | Suzanne Joinville                           |
| Doris, confidente d'Armide | soprano                | Mlle Chateauvieux                           |
| Iphise, confidente d'Armide | soprano                | Anne-Marie-Jeanne Gavaudan, l'aînée         |
| Antiope, commandante des Amazones | soprano                | Marie-Thérèse Maillard                      |
| Arcas, commandant des gardes d'Hidraot | basse-taille           | Simon Chenard                               |
| Une nymphe, une coryphée | soprano                | Mlle Le Bœuf                                |
| Alecton et Tisiphone (en travesti) | taille et haute-contre | Étienne Lainez et Jean-Joseph Rousseau      |
| Mégère (en travesti) | basse-taille           | M Moreau                                    |
| Refrain |                        |                                             |
| Ballet - ballerines: Marie-Madeleine Guimard , Gervais, Anne-Marguerite Dorival, Peslin, Dupré; danseurs masculins: Auguste Vestris , Maximilien Gardel, Nivelon |                        |                                             |

## Synopsis
L'action se déroule en Terre Sainte lors de la première croisade .

### Contexte
Armide, princesse de Damas et sorcière, est tombée amoureuse du croisé Renaud. Armide utilise sa magie pour faire tomber aussi Renaud amoureux d'elle. Cependant, deux des compagnons chevaliers de Renaud parviennent à le retrouver et à le libérer du sortilège, permettant à Renaud de reprendre sa place parmi les croisés. L'Armide abandonnée est rongée par la fureur et le désespoir.

### Acte 1
Renaud arrive au camp du roi sarrasin de Damas, le père d'Armide, Hidraot, pour offrir la paix aux musulmans s'ils cèdent Jérusalem. Hidraot et ses alliés sont prêts à accepter quand la furieuse Armide fait irruption sur son char, les accusant de lâcheté et leur promettant sa main en mariage à celui qui tue le perfide Renaud. Une fois Renaud parti, les partisans d'Armide jurent de le tuer (Chœur: " Arbitre et souverain du sort! ") Et l'acte se termine avec l'arrivée des Amazones guerrières, dans un ballet selon la convention lyrique française.

### Acte 2
Armide, calmée, révèle qu'elle est toujours amoureuse de Renaud. Mais Antiope, Reine des Amazones, annonce que les partisans d'Armide ont tendu une embuscade au croisé. Armide se précipite à son secours. Bien qu'elle ne parvienne pas à le persuader de l'aimer à nouveau (Duo: " Généreux inconnu... "), elle parvient à l'avertir du piège que les chefs sarrasins préparent. Hidraot arrive et reproche à Armide d'avoir cédé à son amour pour Renaud; le croisé a provoqué un carnage dans le camp musulman. Armide utilise sa magie pour évoquer les Furies, mais elles sont retenues par une mystérieuse puissance supérieure. Hidraot renie sa fille et retourne au camp, avec l'intention soit de tuer Renaud, soit de «périr par ses coups».

### Acte 3
La bataille est terminée et Armide cherche en vain son père, mais trouve Adraste, roi de l'Inde, toujours en train de respirer. Adraste blâme le double jeu d'Armide pour sa mort et le massacre imminent d'Hidraot aux mains de Renaud. Armide prie le ciel de l'abattre et de sauver son père et, lorsqu'elle apprend qu'Hidraot est enchaînée au char du victorieux Renaud, elle décide de se suicider. Renaud entre et essaie de l'arrêter. Elle n'est rassurée que lorsque son père arrive et lui dit qu'il doit sa vie au croisé. Armide et Renaud sont réconciliés et libres enfin de se déclarer leur amour l'un pour l'autre. La scène se transforme comme par magie en un magnifique palais et l'opéra se termine par un ballet général .

## Enregistrements

### Complet
- Renaud Marie Kalinine (Armide), Julian Dran (Renaud), Jean-Sébastien Bou (Hidraot), Les Chantres du Centre de musique baroque de Versailles, Les Talents Lyriques, sous la direction de Christophe Rousset (Ediciones Speciales, 2013)

### Arias individuels
L'air de l'acte 2 d'Armide (« Hélas vous le dirais-je .... Ah! Que dis-tu? ») a été enregistré par Véronique Gens sur l'album Tragédiennes 2 , accompagnée de l'orchestre Les Talens Lyriques dirigé par Christophe Rousset (Virgin Classics , 2009).
L'ariette à l'italienne d'une coryphée (« Que l'éclat de la victoire ») a été enregistrée par Sandrine Piau sur l'album Le triomphe de l'amour , accompagnée de l'orchestre Les Paladins dirigé par Jérôme Correas (Naïve Records , 2012).